# Debrecen
Debrecen és una ciutat autònoma d'Hongria situada a la part oriental de l'estat. Té una població de 201.432 habitants (dades de 2019).

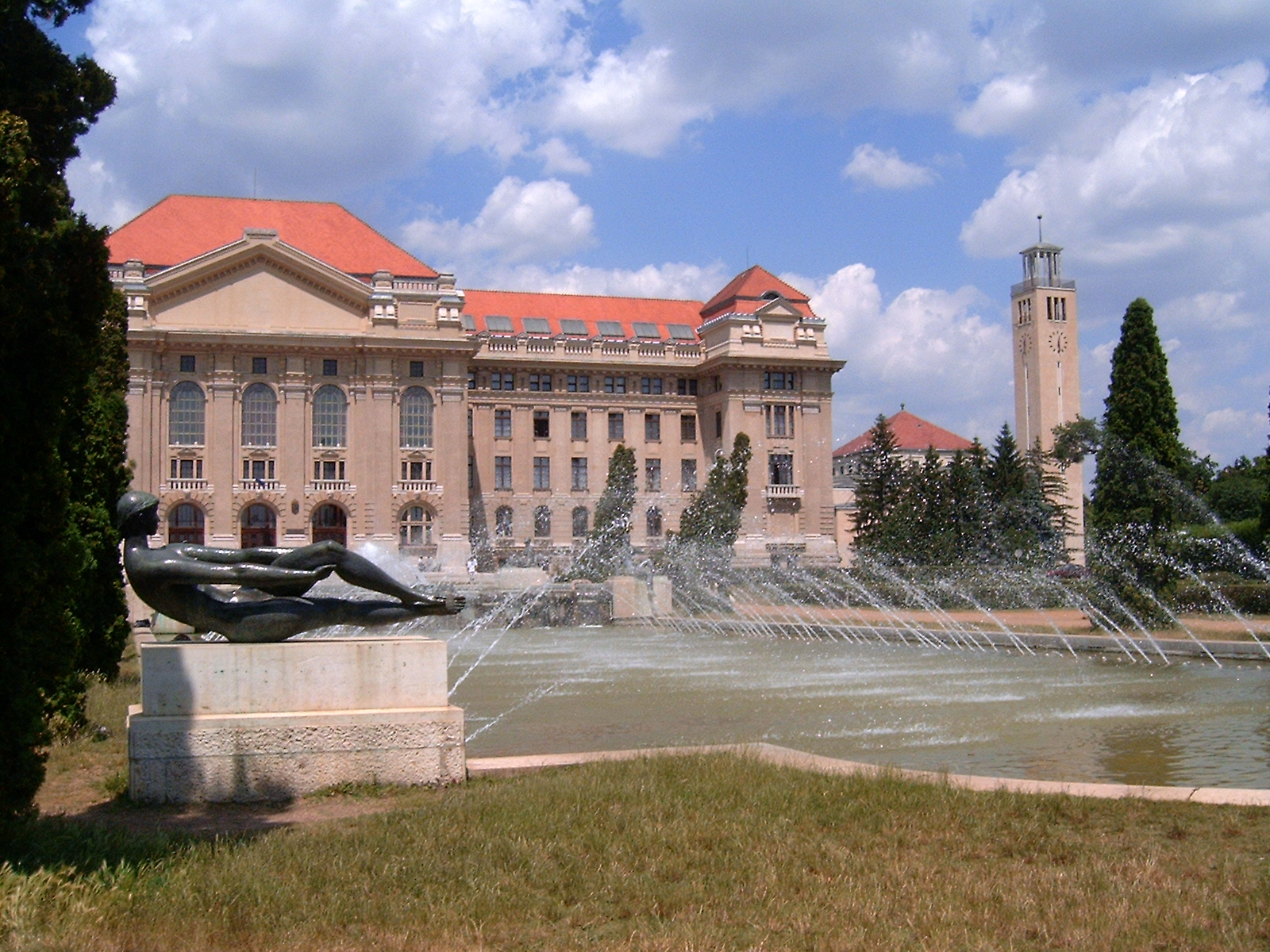
Universitat de Debrecen

La primera vegada que va aparèixer a les cròniques va ser l'any 1235. Llavors només era un petit poble. No va ser fins després de les invasions dels tàtars, a principis del segle xiii que no va cobrar certa importància. Un dels punts més importants de la seva història recent va ser quan el rei va donar a la ciutat el privilegi d'ésser plaça de mercat, l'any 1361. En altres documents ha aparegut Debrecen escrit en romanès Debretin, el 1833 o anterior, o en eslovac Drobsova o Debrzinz, el 1690.
Amb el temps de la Reforma les idees calvinistes s'hi van escampar, fent de la nova religió la majoritària, contràriament al que succeïa a l'oest del país, que continuava fidel al catolicisme. L'any 1848 la capitalitat d'Hongria va ser transferida de Budapest a Debrecen. El 14 d'abril de 1849, els hongaresos proclamen a la catedral de Debrecen la caiguda dels Habsburg, emperadors d'Àustria i senyors d'Hongria, cosa que no va arribar a ser així, ja que aquests governants van derrotar l'exèrcit hongarès.
Avui Debrecen és la segona ciutat més important del país, amb una important universitat. El DVSC, el club més important de la ciutat, ha guanyat les dues últimes lligues magiars de futbol.

## Fills il·lustres
- Jenő Egerváry (1891-1958), matemàtic
- István Hatvani (1718-1796), hi va ser professor de matemàtiques durant trenta-cinc anys
- István Kardos (1891-1975), compositor musical.